# Renacimiento español
Renacimiento español es la expresión empleada para designar a la influencia y al desarrollo que se dio en España, del movimiento artístico y científico originado en Italia en el siglo XV, y que se fue expandiendo por el resto de Europa Occidental en el s. XVI, conocido como Renacimiento.

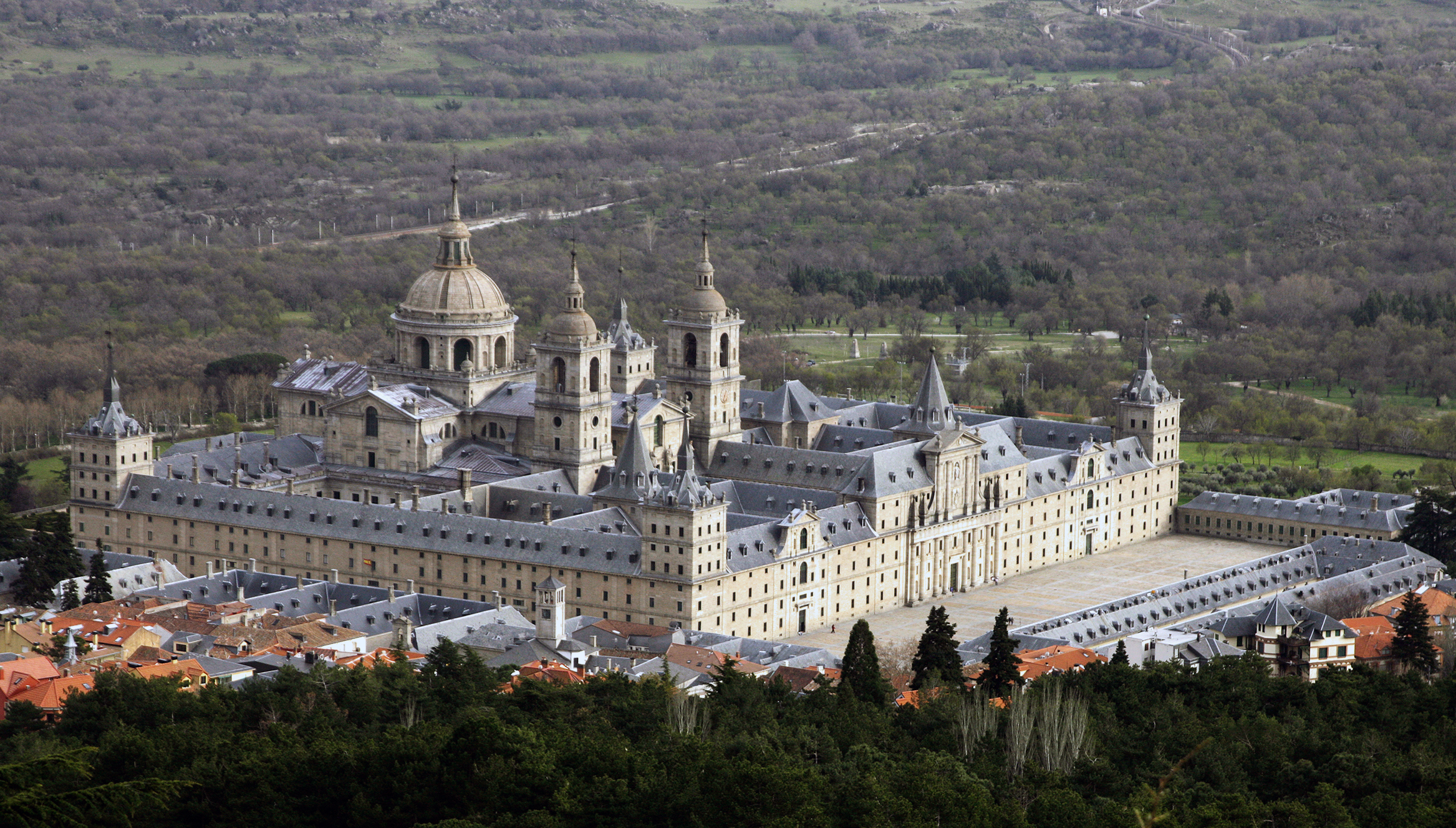
Monasterio de El Escorial, cristalización de las ideas y de la voluntad de su creador, Felipe II de España, un príncipe renacentista.

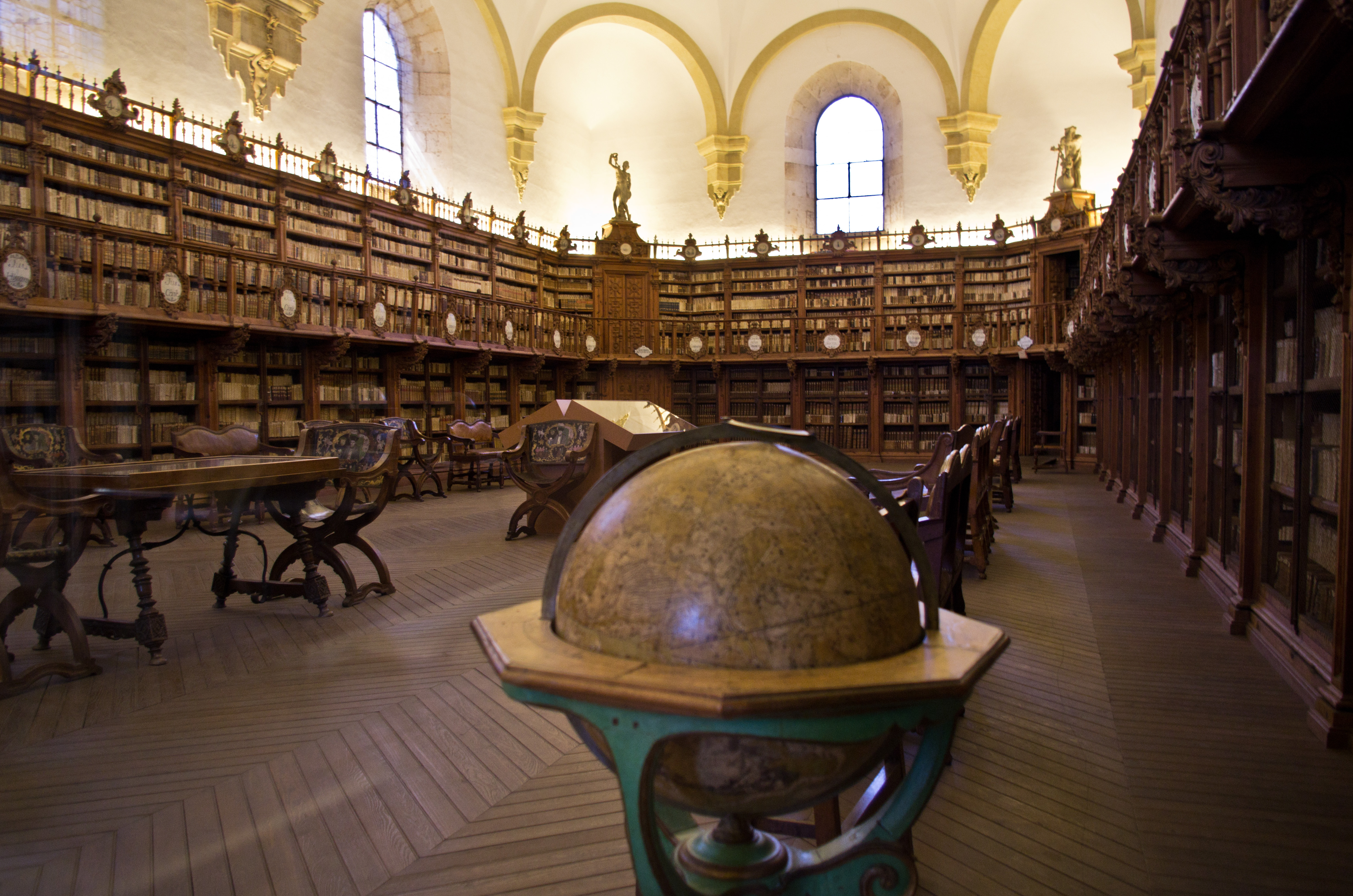
Antigua biblioteca de la Universidad de Salamanca, institución que tuvo una relevancia fundamental para las ciencias y las humanidades durante el Renacimiento español

## Antecedentes históricos

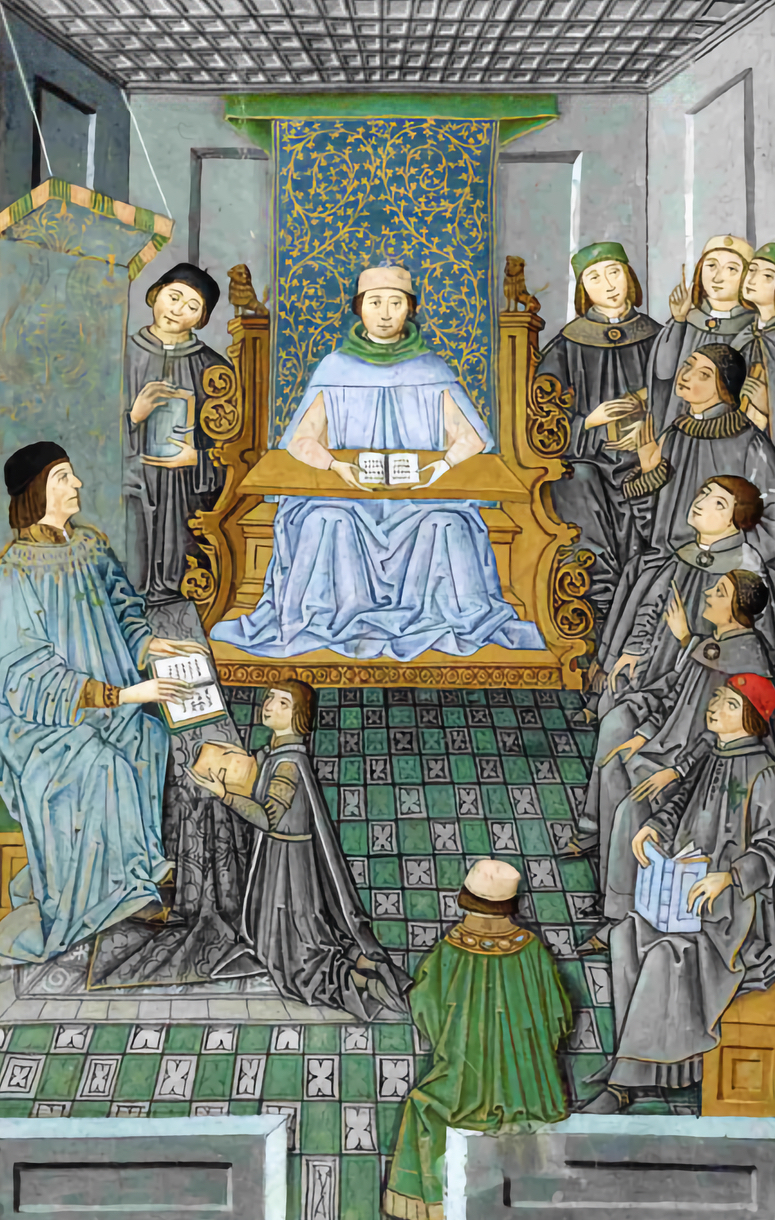
Antonio de Nebrija impartiendo gramática en presencia del mecenas Juan de Zúñiga. Introducciones Latinae, Biblioteca Nacional de España, Madrid.

Comúnmente se menciona la fecha de 1492 como el inicio de este periodo con influencia del Renacimiento italiano en España. También se considera el regreso de Antonio de Nebrija de Italia (Bolonia) a Castilla en 1470 como el inicio de la introducción del humanismo renacentista en la península ibérica. Este nuevo enfoque humanista en las artes plásticas, la literatura o la ciencia, inspirado en la antigüedad clásica y en especial la tradición grecolatina, recibe el impulso trascendental en este año por varios acontecimientos históricos sucesivos:
- Llegada de la imprenta a Castilla, en 1471, en Aguilafuente: en 1472 se imprime el primer libro en la península ibérica, el Sinodal de Aguilafuente.
- La publicación del primer libro de texto impreso para aprender latín: Introductiones Latinae (Salamanca, 1481) de Antonio de Nebrija.
- Unificación del ansiado reino cristiano con la toma definitiva de Granada, última ciudad de la España islámica, y las sucesivas expulsiones de miles de creyentes judíos desde el 31 de marzo de 1492. Los musulmanes serían obligados a convertirse en 1504. Muchos optaron por la conversión pero varios miles de ellos optaron por irse a Marruecos.
- La publicación de la primera gramática de una lengua vulgar europea: La Gramática castellana de Antonio de Nebrija.
- El descubrimiento oficial de América, el viernes 12 de octubre de 1492.

El inicio del Renacimiento en España se liga íntimamente al devenir histórico-político de la monarquía de los Reyes Católicos. Sus figuras son las primeras en salir de los planteamientos medievales que fijaban un esquema feudal de monarca débil sobre nobleza poderosa y levantisca. Los Reyes Católicos aúnan las fuerzas del incipiente estado y se alían con las principales familias de la nobleza para mantener su poder. Una de estas familias, los Mendoza, utiliza el nuevo estilo como distinción de su clan y, por extensión, de la protección de la monarquía.
Poco a poco, la estética novedosa se introduce en el resto de la corte y el clero, mezclándose con estilos puramente ibéricos, como el arte nazarí del reino de Granada, el gótico exaltado y personal de la reina castellana, y las tendencias flamencas en la pintura oficial de la corte y la Iglesia. Por la pervivencia hasta muy entrado el s. XVI del Gótico isabelino o Flamígero y la tradición mudéjar, se frena la introducción y total aceptación de los sistemas renacentistas, de manera que el arte del Quattrocento triunfa en España cuando en Italia toca a su fin. La asimilación de elementos dio lugar a una personal interpretación del Renacimiento ortodoxo, que se dio en llamar plateresco. Asimismo, se importan artistas secundarios de Italia, se envían aprendices a los talleres italianos, se traen diseños, plantas arquitectónicas, libros y grabados, cuadros, etc., de los cuales se inspiran personajes, temas y composición.

## Pintura

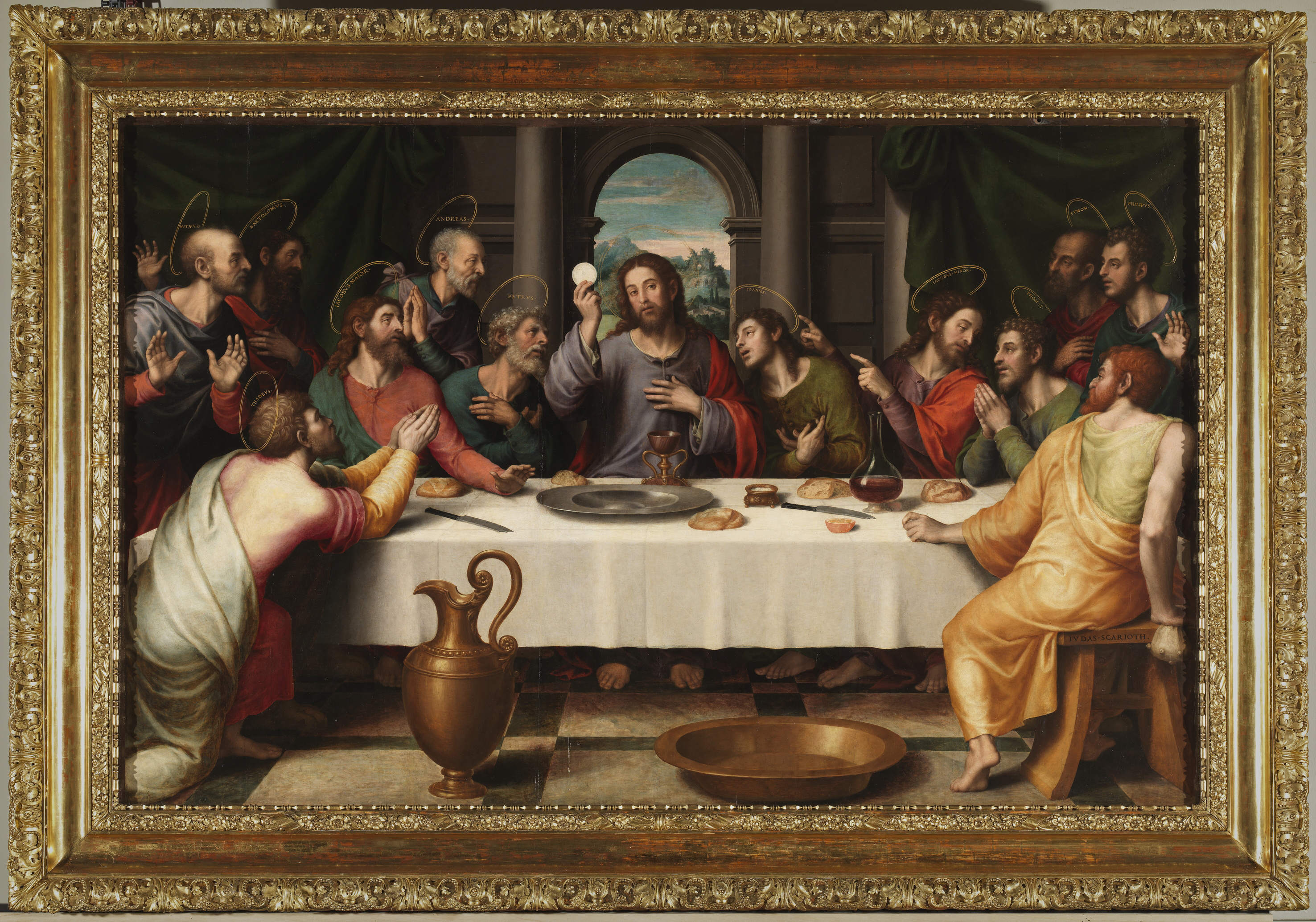
Juan de Juanes, La Santa Cena (h. 1562, Museo del Prado).

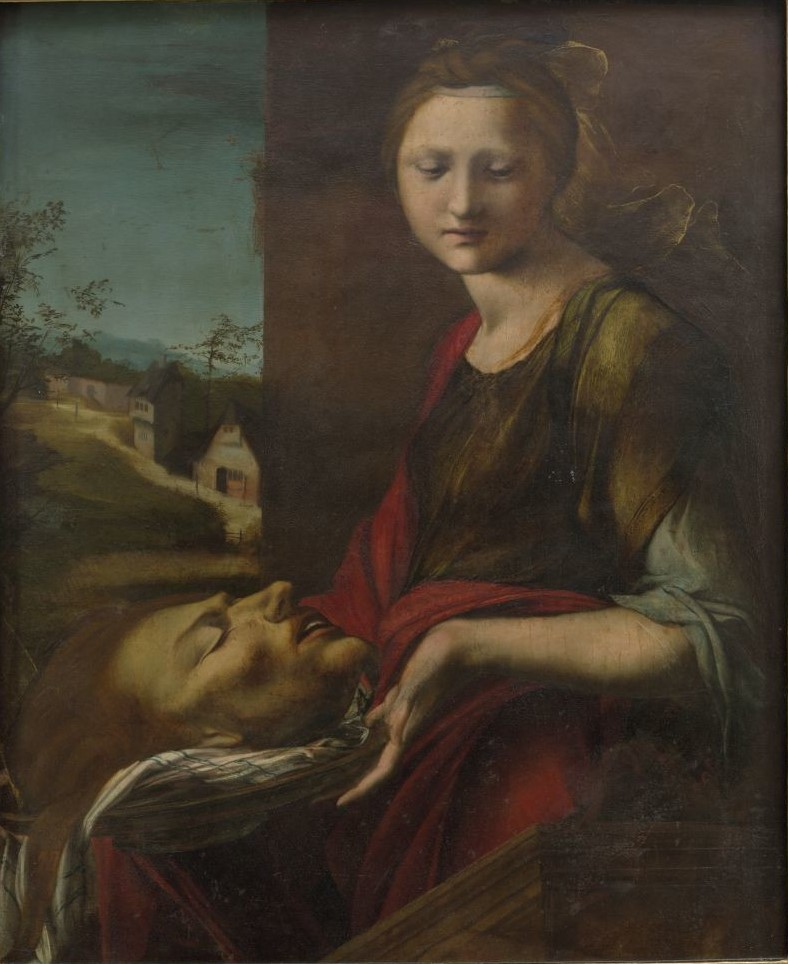
Salomé con la cabeza de San Juan Bautista de Alonso Berruguete, muestra del nuevo arte, paradójicamente llamado a la manera antigua puesto que remite a la antigüedad clásica. El patrocinio directo del emperador Carlos V produjo algunas de las más bellas obras del especial y único estilo renacentista español, ejerciendo una labor de mecenazgo sobre artistas como Alonso de Covarrubias o Tiziano, que nunca accedió a trasladarse a España.

El rey Carlos I estuvo predispuesto al nuevo arte, llamado la manera antigua puesto que remite a la antigüedad clásica. Su patrocinio directo logró algunas de las más bellas obras del especial y único estilo renacentista español: el mecenazgo sobre Alonso de Covarrubias, sus encargos a Tiziano, que nunca accedió a trasladarse a España. Pintores de gran calidad fueron, lejos del núcleo cortesano, Pedro Berruguete, Juan de Juanes, Paolo de San Leocadio, del que destacamos la delicada Virgen del Caballero de Montesa, Yáñez de la Almedina y Fernando de los Llanos.
La pintura del Renacimiento español se lleva a cabo normalmente al óleo. Realiza interiores perfectamente sujetos a las reglas de la perspectiva, sin agolpamiento de los personajes. Las figuras son todas del mismo tamaño y anatómicamente correctas.
Los colores y los sombreados se administran en gamas tonales, según las enseñanzas italianas. Para acentuar el estilo italiano es frecuente además añadir elementos directamente copiados de allí, como son los adornos a candelieri (cenefas de vegetales y cupiditos que rodean los marcos), o ruinas romanas en los paisajes, incluso en escenas de la vida de Cristo.

### Pintores reconocidos
- El Greco: líder indiscutible del manierismo, su reconocimiento como genio de la pintura del Renacimiento y el manierismo en España procede del siglo XIX cuando se le "redescubre".
- Pedro Berruguete
- Alonso Berruguete: formado en Italia, donde permaneció más de 10 años, sus obras son de gran expresividad, carácter manierista.
- Juan de Borgoña: introductor de las formas del Quattrocento en Castilla.
- Luis de Morales: quien aplica las técnicas del sfumato de Leonardo da Vinci a sus composiciones básicamente flamencas.
- Juan de Flandes
- Alonso Sánchez Coello: retratista de cámara, en cuya producción se reúnen las influencias flamencas de Antonio Moro y las italianas de Tiziano.
- Bartolomé González
- Rodrigo de Osona y su hijo, Francisco de Osona el Joven.
- Juan Fernández de Navarrete o Navarrete el mudo, trajo a España la influencia veneciana; tonos brillantes, naturalismo y tenebrismo.
- Fernando Yáñez de la Almedina, activo en Valencia junto con Hernando de los Llanos, activo también en Murcia.
- Vicente Macip y su hijo, Juan de Juanes, seguidores en Valencia de Leonardo da Vinci y Rafael
- Juan Pantoja de la Cruz: minucioso, capta la psicología de los retratados.

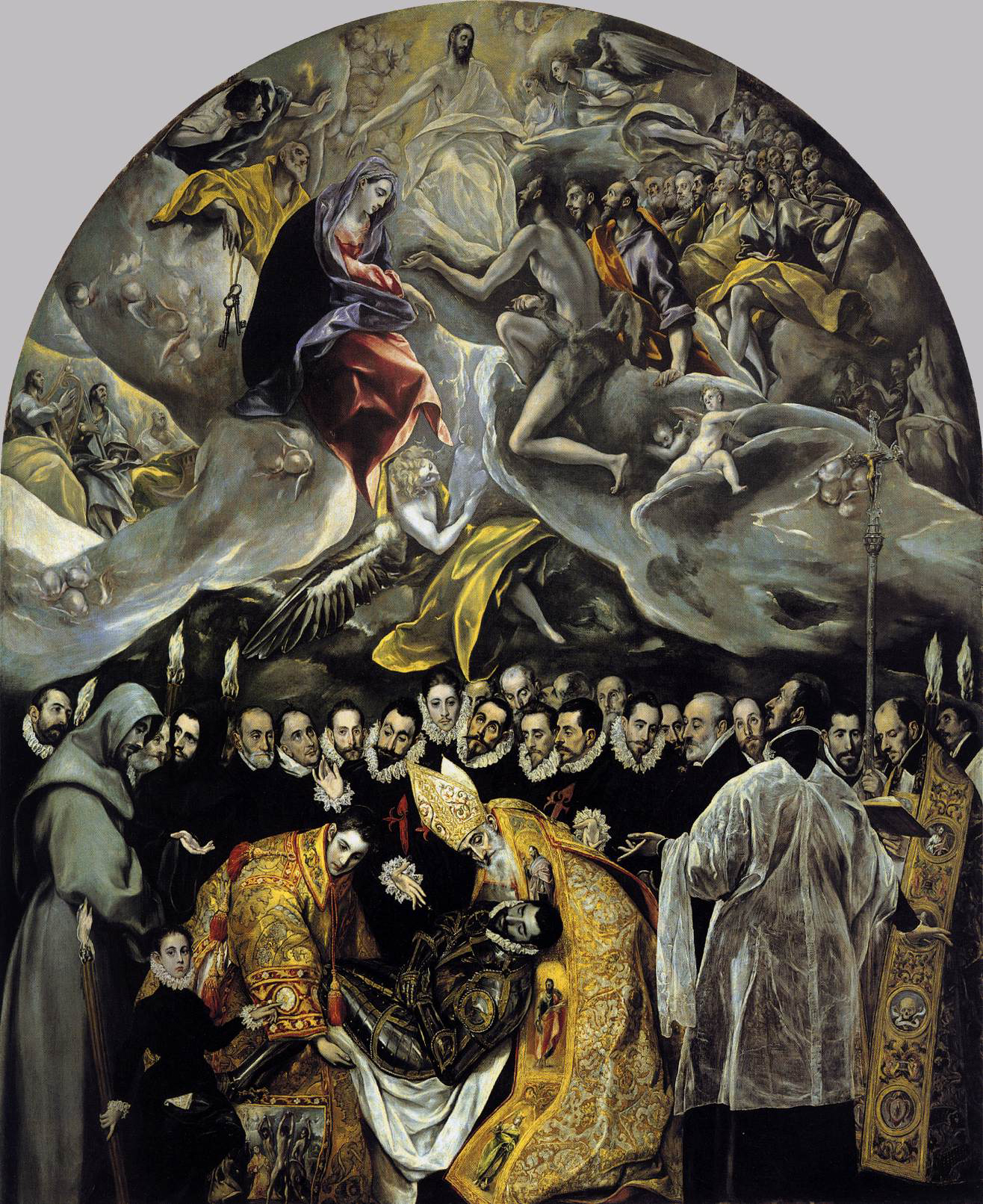
El Greco, El entierro del Conde de Orgaz, 1587.

- Alejo Fernández

### Pinturas famosas
- El entierro del Conde de Orgaz (el Greco).

Los temas religiosos ocuparon la mayor parte de su pintura. En este extraordinario cuadro se contraponen la composición clasicista y los rasgos manieristas y esa extraña espiritualización de los personajes cuyas figuras se alargan.
- Virgen de la leche (Luis de Morales).

El tema representado es muy antiguo, dentro de la iconografía cristiana: la Virgen María amamantando al niño Jesús. 
No obstante, en el caso de esta obra, no se ve directamente el pecho, sino que la madre y el hijo se miran en una de las imágenes más intimistas del siglo XVI. El propósito es claramente religioso, exaltando el sentimiento de amor materno.

## Arquitectura

### 1.ª etapa: Estilo plateresco

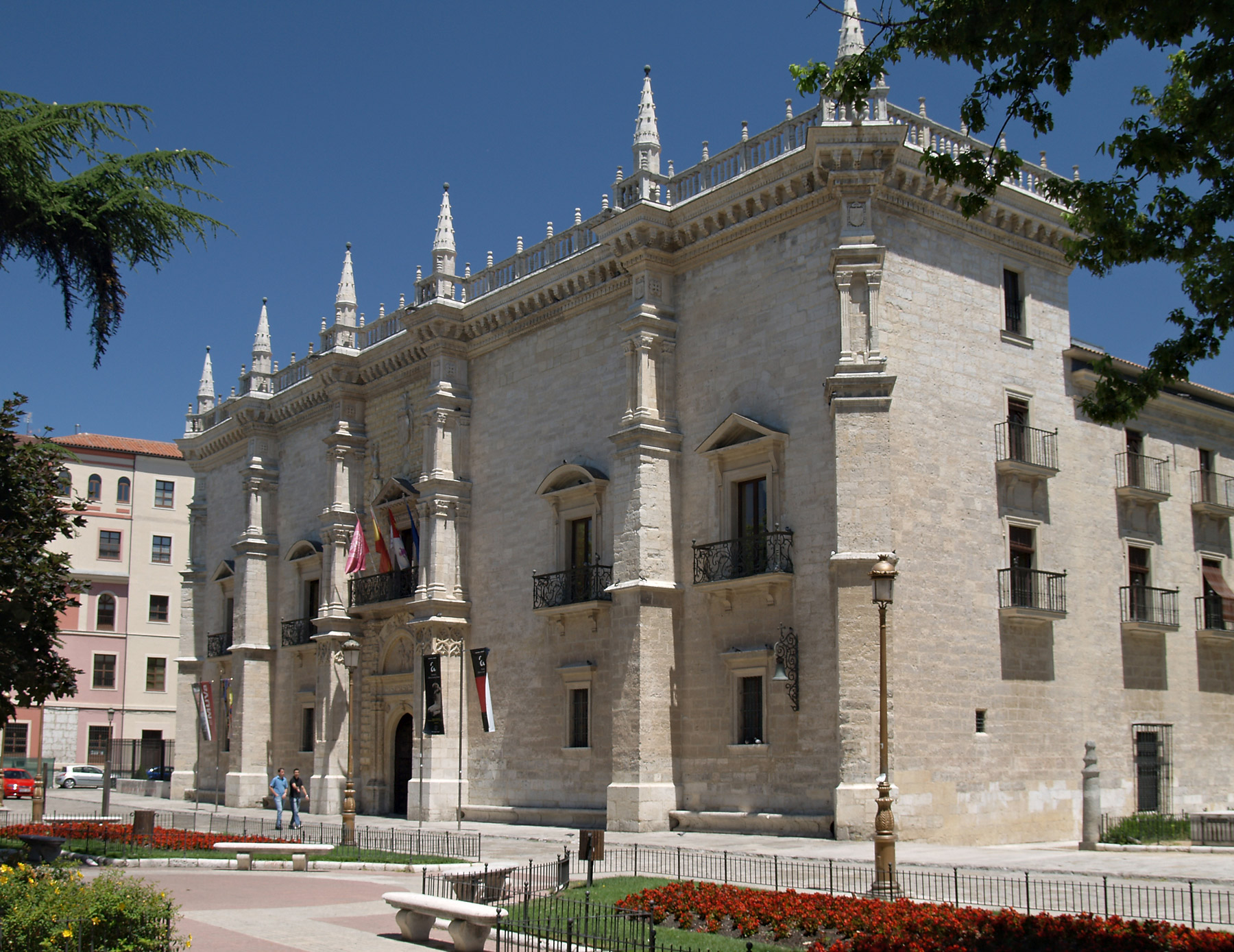
El Palacio de Santa Cruz de Valladolid (1486-1491) fue el primer edificio renacentista construido en España.

El desarrollo del Renacimiento se produjo principalmente por arquitectos locales. De esta manera, se creó una corriente puramente española del estilo, que se vio influida por la arquitectura del sur de Italia (dominios de la Corona de Aragón en esa época). Este estilo español llamado plateresco, combinaba las nuevas ideas italianas con la tradición gótica española, así como la idiosincrasia local. El nombre proviene de las extremadamente decoradas fachadas de estos edificios, que se asimilaban al intrincado y detallista trabajo de los plateros.
En estos años sobresalen los arquitectos Enrique Egas y Juan de Álava.

### 2.ª etapa: Purismo

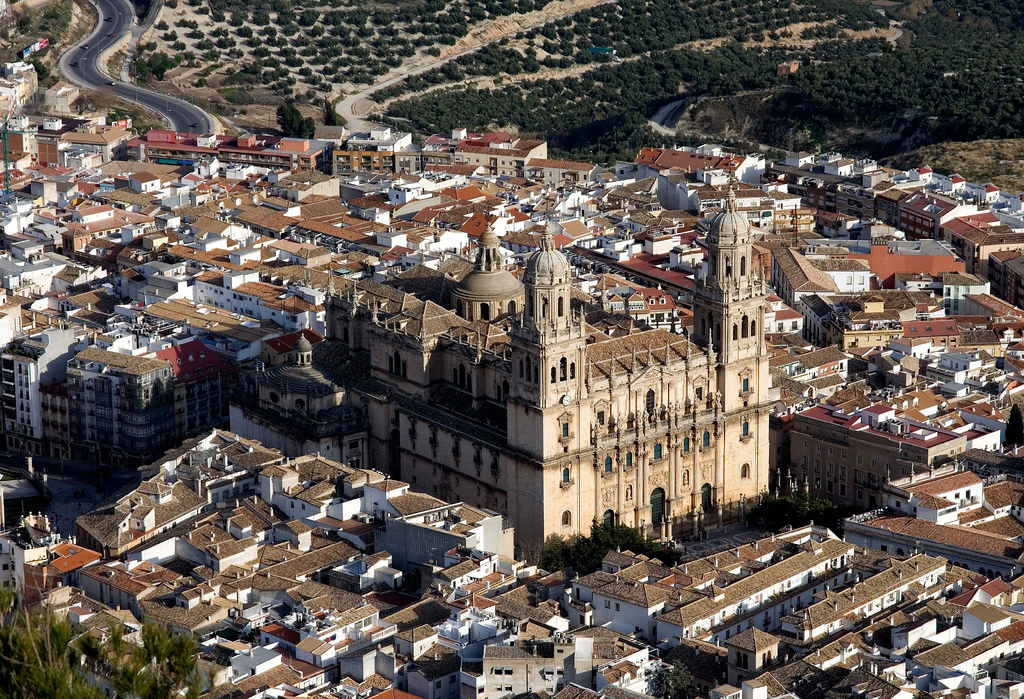
Catedral de la Asunción de Jaén, de Andrés de Vandelvira, entre otros

Con el paso de las décadas, la influencia del Gótico fue disminuyendo lentamente, llegándose a alcanzar un estilo más depurado y ortodoxo, desde el punto de vista del Renacimiento. El purismo se caracteriza por una mayor austeridad decorativa, que se limita a algunos elementos concretos, generalmente de inspiración clásica. Hay un cierto cansancio de la exuberancia decorativa a mitad del siglo XVI y se imponen los edificios de aspecto más sereno, armónico y equilibrado. Algunos arquitectos consiguen reciclar su producción tardo-gótica para comenzar en este nuevo estilo: tal es el caso, por ejemplo, de Alonso de Covarrubias, Rodrigo Gil de Hontañón y Pedro de Ibarra. El centro de la producción renacentista se localizó en el sur peninsular con Diego de Siloé (fachada de la Catedral de Granada y la Sacra Capilla del Salvador de Úbeda); Pedro Machuca (Palacio de Carlos V en Granada), el arquitecto más decididamente clásico; Andrés de Vandelvira (Catedral de Jaén y de Baeza) y Diego de Riaño (Ayuntamiento de Sevilla).

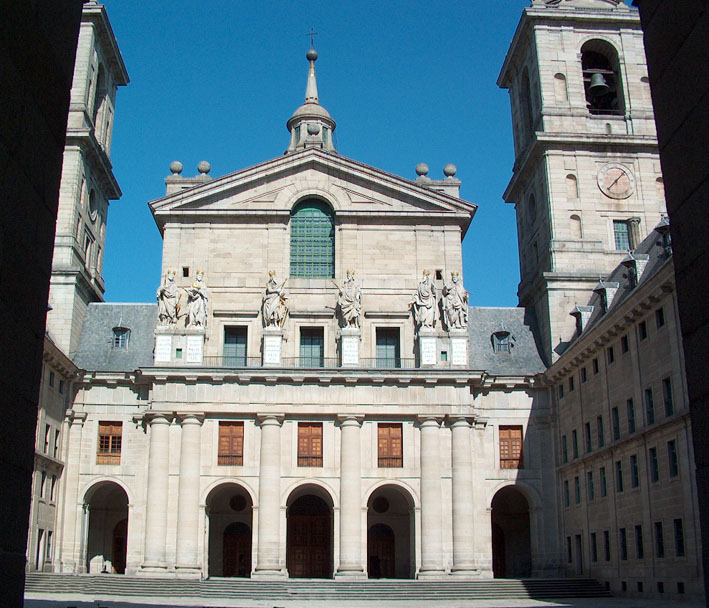
Patio de los Reyes y fachada de la Basílica del Monasterio de El Escorial, de Herrera.

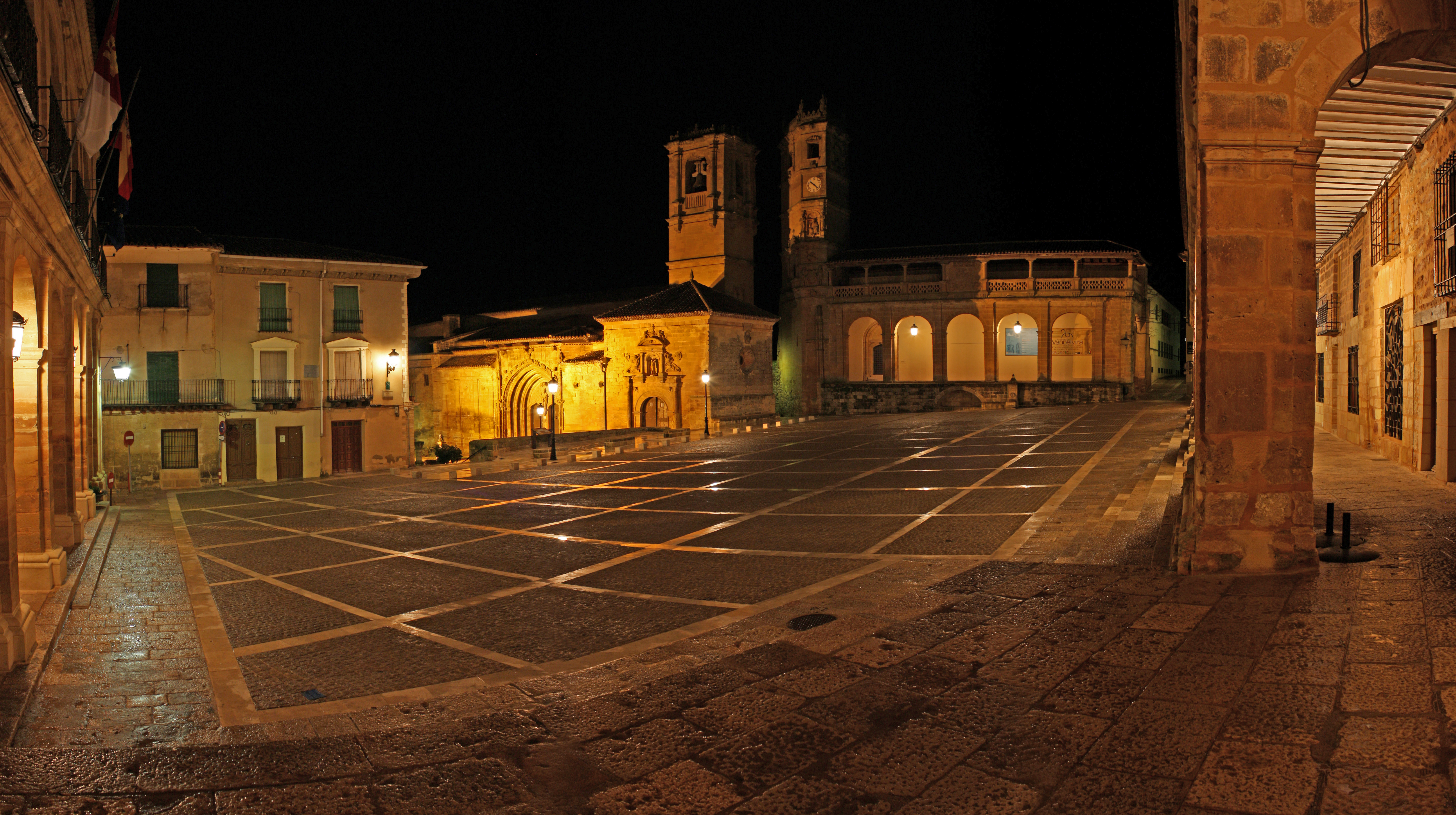
Sector oriental de la Plaza Mayor de Alcaraz. (Albacete).

### 3.ª etapa: Estilo herreriano
A mitad del siglo XVI, la iniciación del Monasterio de San Lorenzo de El Escorial como símbolo del poder de Felipe II de España por Juan Bautista de Toledo (fallecido en 1567) y Juan de Herrera supuso la aparición de un nuevo estilo, que se caracteriza por el predominio de los elementos constructivos, la ausencia decorativa, las líneas rectas y los volúmenes cúbicos. Significa además la introducción de los postulados manieristas provenientes de Italia, aunque con la sobriedad castellana.
Este estilo bautizado posteriormente como estilo herreriano en honor de la figura indiscutible de Juan de Herrera, dominó la arquitectura española durante casi un siglo, y entre sus seguidores se encuentran figuras tan relevantes como Francisco de Mora, Juan Gómez de Mora o el portugués Juan Gómez de Trasmonte establecido en México donde alcanzó a ser maestro mayor de su catedral ya en el siglo XVII.
En todos los casos, los conceptos de la arquitectura y urbanismo de España en el Renacimiento, fueron llevados a las colonias de América, dónde encontró campo fértil para su difusión dada la urbanización extensiva que se dio a lo largo de tres siglos y que recibió, también, a estilos posteriores como el Barroco y el Neoclásico.

### Ejemplos

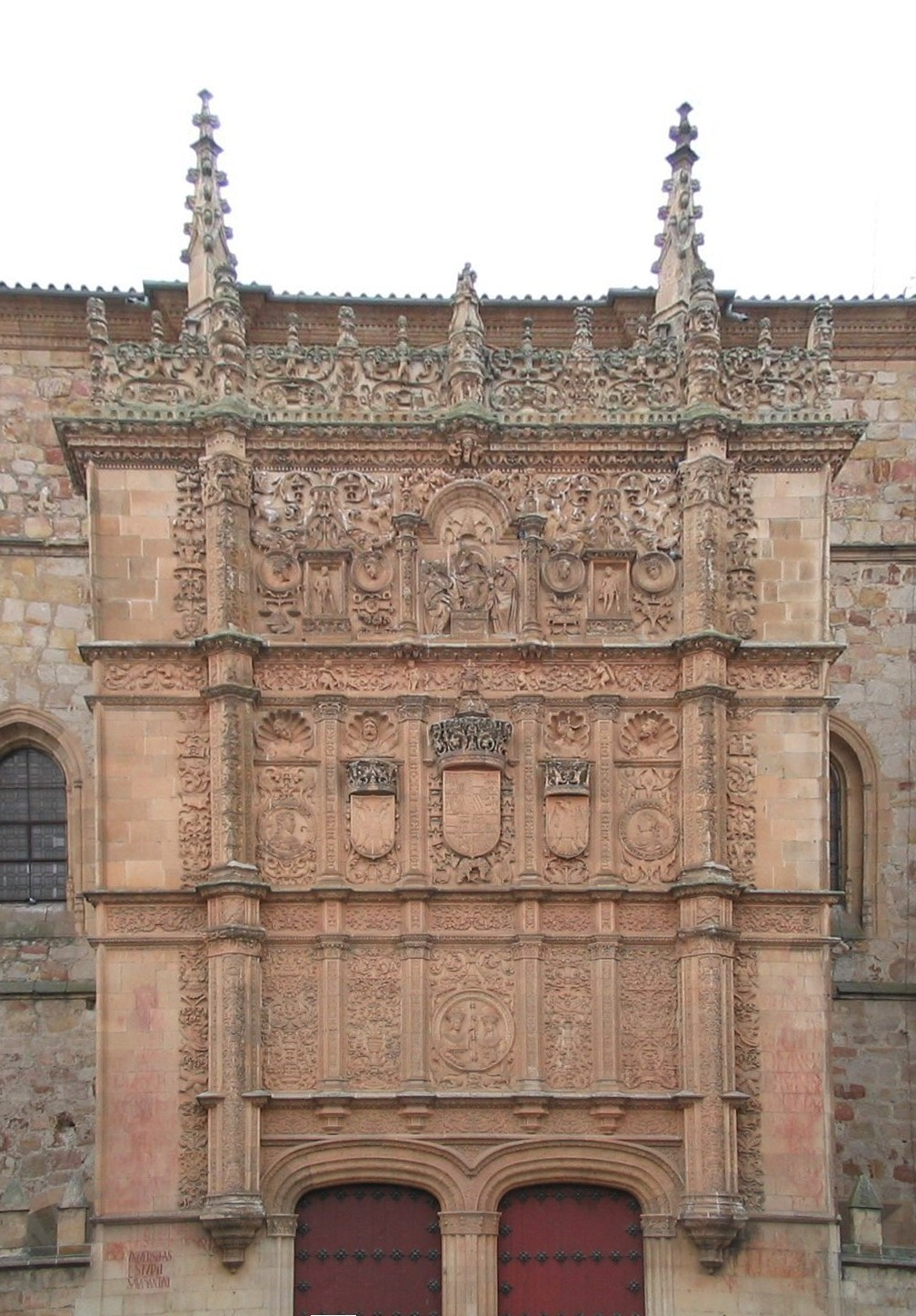
Fachada de la Universidad de Salamanca

- Fachada de la Universidad de Salamanca.

Construida hacia 1529 en Salamanca, es del tipo fachada-retablo, de autor anónimo. Utiliza elementos italianizantes como amorcillos, grutescos y tondos (el central con la imagen de los Reyes Católicos) y algunas permanencias del gótico tardío. Se considera el ejemplo más acabado del plateresco español, por la exquisita calidad de la talla y su exhaustiva minuciosidad. En el antepecho del claustro pueden observarse siete emblemas renacentistas.
- Palacio de Carlos V en la Alhambra de Granada (Pedro Machuca).

Este palacio es la muestra del más puro estilo renacentista. Sorprende por el juego de las dos formas geométricas ideales de la arquitectura renacentista: el cuadrado (la planta) y el círculo (el patio interior) en los que se alternan los órdenes clásicos.

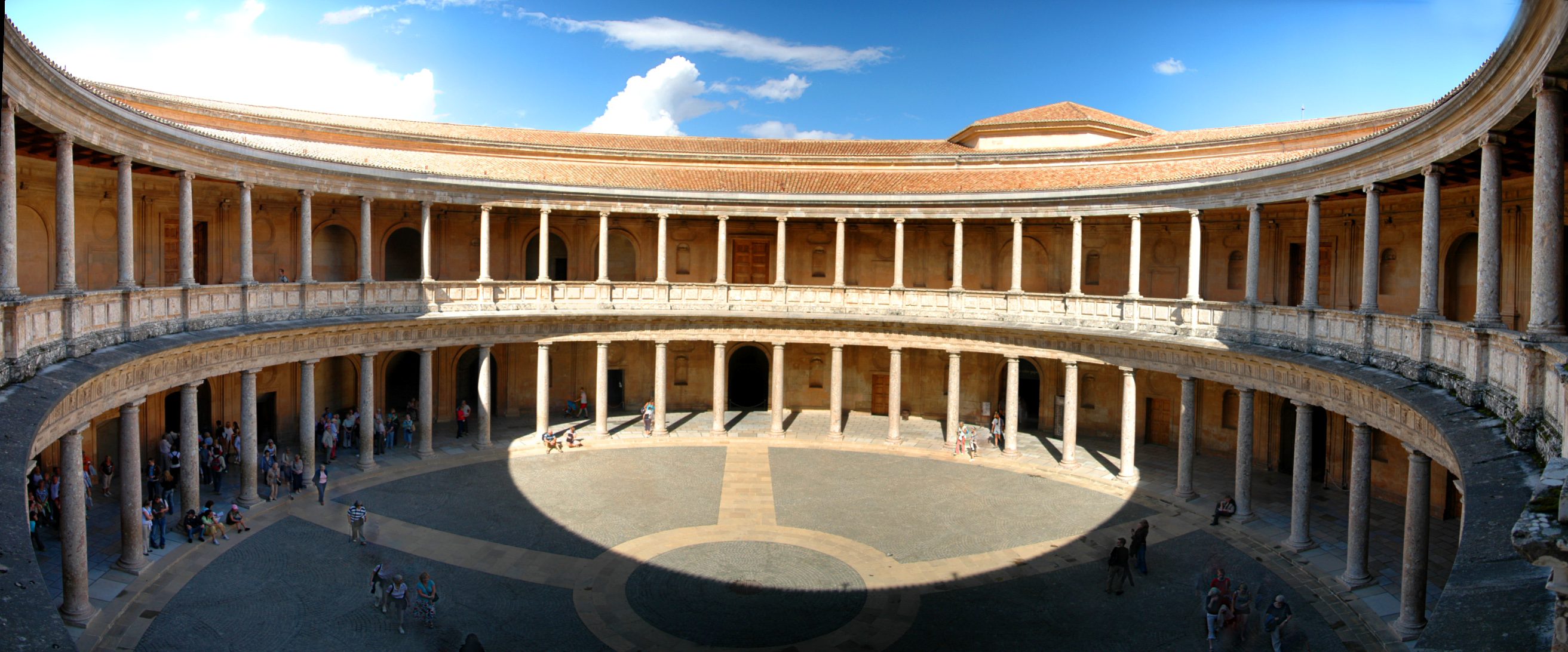
Patio del Palacio de Carlos V, panorámica.

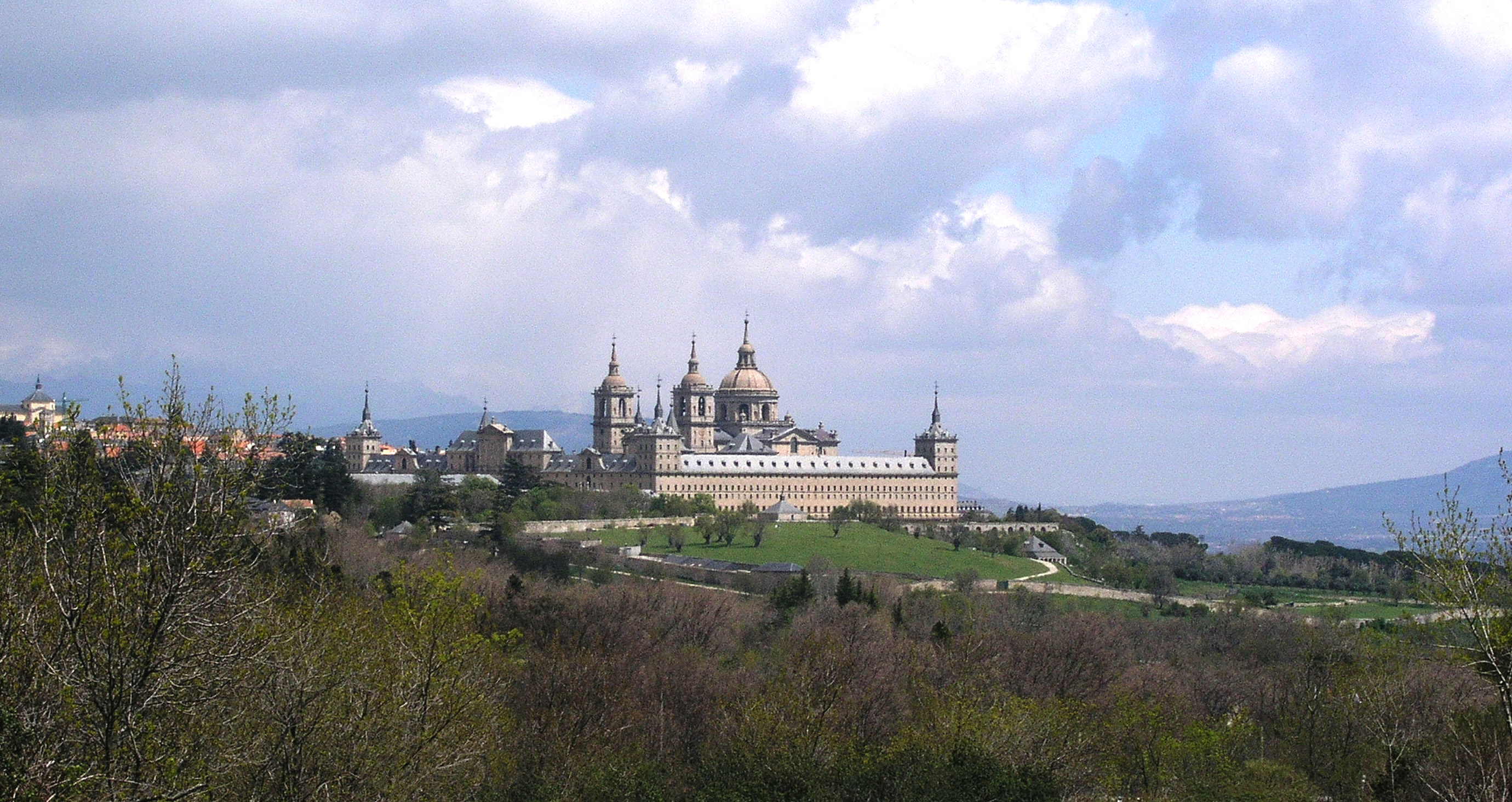
Monasterio de El Escorial, de Juan Bautista de Toledo y Juan de Herrera

- Monasterio de San Lorenzo de El Escorial (Juan Bautista de Toledo, Juan de Herrera).

Enorme conjunto arquitectónico, palacio, panteón, iglesia y monasterio de 206 m de fachada y 161 de fondo, culminación del renacimiento español. Edificado entre 1563 y 1584. Con su marcada simetría clasicista y su austera fachada, su estilo se conoce también como Escurialense o Herreriano.
- Sacra Capilla del Salvador, (Diego de Siloé, Andrés de Vandelvira)

Esta iglesia-panteón, símbolo de Úbeda (Jaén), se sitúa en la plaza Vázquez de Molina de la ciudad. El Salvador es la empresa más ambiciosa de toda la arquitectura religiosa privada del Renacimiento español. Fue declarada monumento histórico-artístico en 1931.

## Literatura
Los autores del Renacimiento adoptaron como modelos que debían ser imitados a los escritores de la antigüedad clásica(1312), y a los grandes italianos del siglo XIV: Dante, Petrarca y Boccaccio. Este movimiento se introdujo por los humanistas que estudiaron la cultura de Grecia y Roma, entre los que destacan Erasmo de Róterdam, Antonio de Nebrija y Juan Luis Vives. 
Durante la Edad Media el arte es un medio para honrar a Dios. En el Renacimiento el centro del mundo es el hombre, los poetas cantan al amor humano, la naturaleza, los hechos guerreros, y también tratan temas filosóficos y políticos.
Los precursores de la poesía moderna en España son el marqués de Santillana y Jorge Manrique, el autor de Coplas por la muerte de su padre.

### Poesía
Durante la Edad Media las obras literarias perseguían casi siempre un fin didáctico o moralizador; la función artística quedaba subordinada al propósito de enseñar o instruir en las verdades de la moral y la religión. Durante el Renacimiento, en cambio, predominó en el arte la intencionalidad estética, y los poetas concibieron por lo general sus creaciones literarias como obras de arte. De ahí el esmero con que los escritores renacentistas cuidaron la forma de sus obras.
- Poesía durante el reinado de Carlos I

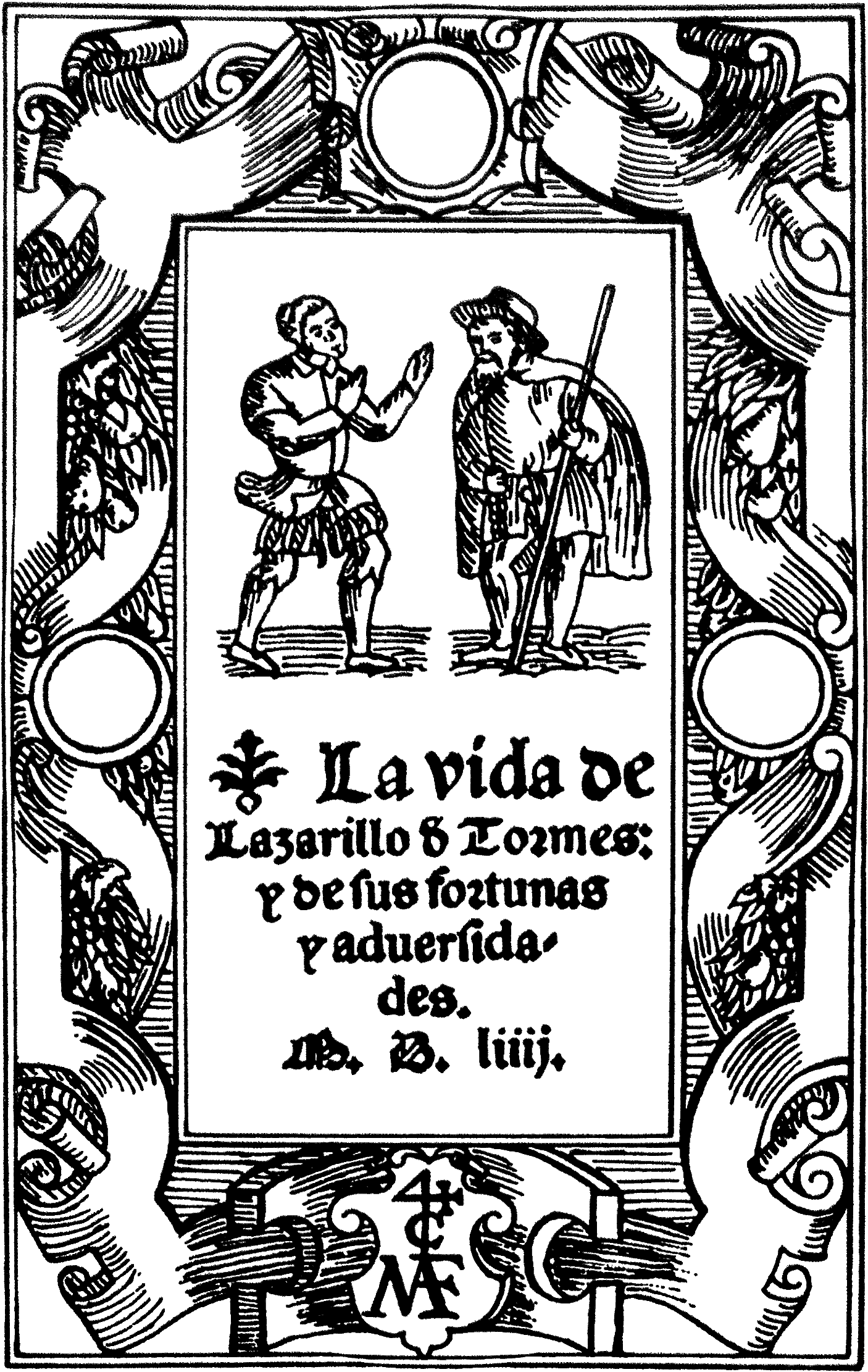
Portada de Vida del Lazarillo de Tormes, de sus fortunas y adversidades publicado en 1554.

Juan Boscán influido por los artistas italianos e instado por Navaggiero, introduce las nuevas formas, escribiendo muchos poemas de gran calidad. 
Su amigo Garcilaso de la Vega es el definitivo adaptador de las formas italianas, utilizando el verso endecasílabo y los recursos típicos de la poesía italiana: soneto, terceto, canción, lira, la rima interna y los versos sueltos.
Una serie de poetas siguieron los pasos formando la Escuela Petrarquista.
- Poesía lírica en la época de Felipe II

Existen dos tendencias: 
- La escuela de Sevilla
- La escuela de Salamanca

### Novelas
Destacan:
- Fernando de Rojas, autor de la novela La Celestina
- Escritores anónimos del Romancero y la pieza maestra de la Novela picaresca Vida del Lazarillo de Tormes
- Otros autores destacados
  - Ausiàs March
  - Alonso de Ercilla
  - Lope de Rueda
  - Francisco de la Torre

## La ascética y la mística
La aparición de este género en España parece influida por místicos extranjeros anteriores como Kempis, Tauler, Ruysbroek, etc. Entre los primeros escritores ascéticos está Teresa de Cartagena (c.1425-?) y beato Juan de Ávila (1500-1569) 
Los más importantes escritores ascéticos son :
- Fray Luis de Granada (1504-1584)

Sus obras más importantes consideradas tratados de doctrina son: Guía de pecadores, Libro de la oración y meditación y la más notable, Introducción del símbolo de la fe.

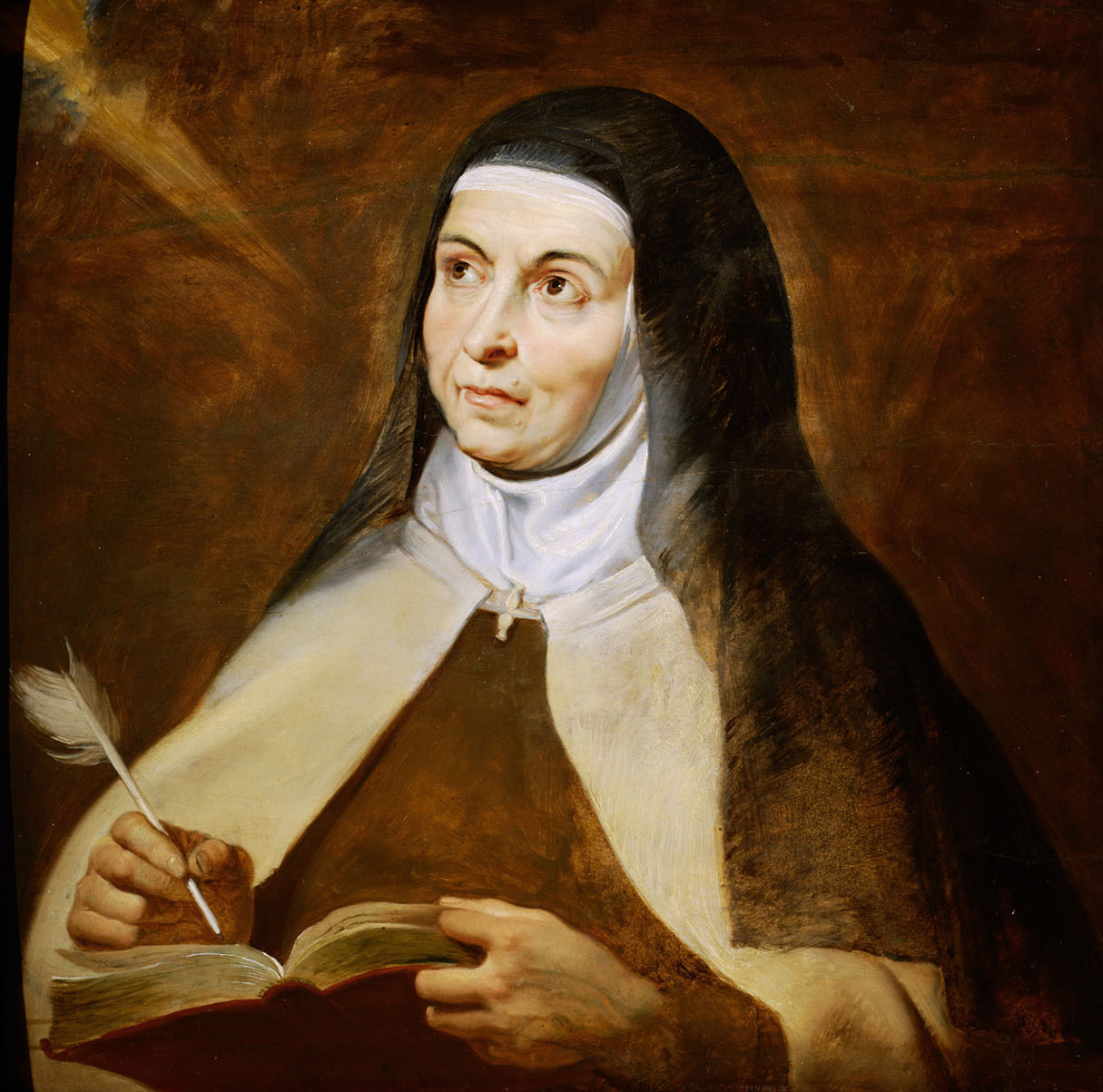
Teresa de Ávila, por Rubens.

- Santa Teresa de Ávila  (1515-1582)

En su obra literaria utiliza un lenguaje campechano propio del campo de Ávila pero de profundo y fervoroso estilo. 
Entre sus obras más importantes están: El Libro de su vida, autobiografía espiritual, Camino de perfección, donde indica los medios para lograrla, El libro de las fundaciones, El castillo interior o Las Moradas.
- San Juan de la Cruz (1542-1591)

A diferencia de Santa Teresa, San Juan es un humanista y domina el idioma. Su obra poética, muy escasa, se reduce a: Subida del monte Carmelo, Cántico espiritual, Noche oscura del alma y Llama del amor viva. Y también algunas poesías de carácter religioso, entre las que están : Aunque es de noche, Tras un amoroso lance, etc. Su obra más importante es el Cántico espiritual, escrito en liras garcilasistas, inspirado en el Cantar de los Cantares.
- San Ignacio de Loyola (1491-1551)

Su única obra literaria conocida es Los ejercicios espirituales, en la que expresa su fe cristiana.

## Música
- Tomás Luis de Victoria
- Cristóbal de Morales

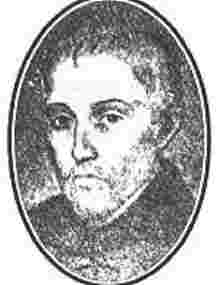
Tomás Luis de Victoria

- Juan del Encina (también poeta y dramaturgo)
- Francisco Guerrero
- Antonio de Cabezón
- Francisco de Salinas
- Hernando Franco
- Pedro Bermúdez
- Diego Ortiz
- Mateo Flecha
- Francisco de Peñalosa
- Luis de Milán
- Luis de Narváez
- Alonso Mudarra
- Bartolomé de Escobedo
- Juan Pérez de Gijón
- Francisco de la Torre
- Juan de Triana
- Tomás de Santa María
- Alonso Lobo
- Joan Pau Pujol

## Ciencia y técnica

### Geografía
La exploración del Nuevo Mundo y Asia propició el desarrollo de las ciencias y técnicas relacionadas con la geografía y la navegación en España, que junto con Portugal era la principal potencia marítima de la época que la llevó a cabo.
La institución más importante que acumulaba el saber geográfico de la época en España fue la Casa de Contratación de Sevilla. Recibía y procesaba la información que traían los navegantes de América, y desde 1512 elaboraba un mapa general llamado Padrón Real, que reflejaba los conocimientos del momento y se actualizaba periódicamente. En 1552 creó la cátedra de Navegación y Cosmografía.
La investigación del continente americano también abarcó los aspectos biológicos y antropológicos. Un ejemplo de ello es la labor del naturalista José de Acosta, que realizó un estudio interdisciplinar de la geografía, flora, fauna, y pueblos americanos (lo que hoy llamaríamos biogeografía y geografía cultural). Su Historia natural y moral de las Indias (1590) fue traducida a varios idiomas y tuvo una amplia difusión en Europa.
Cosmografía

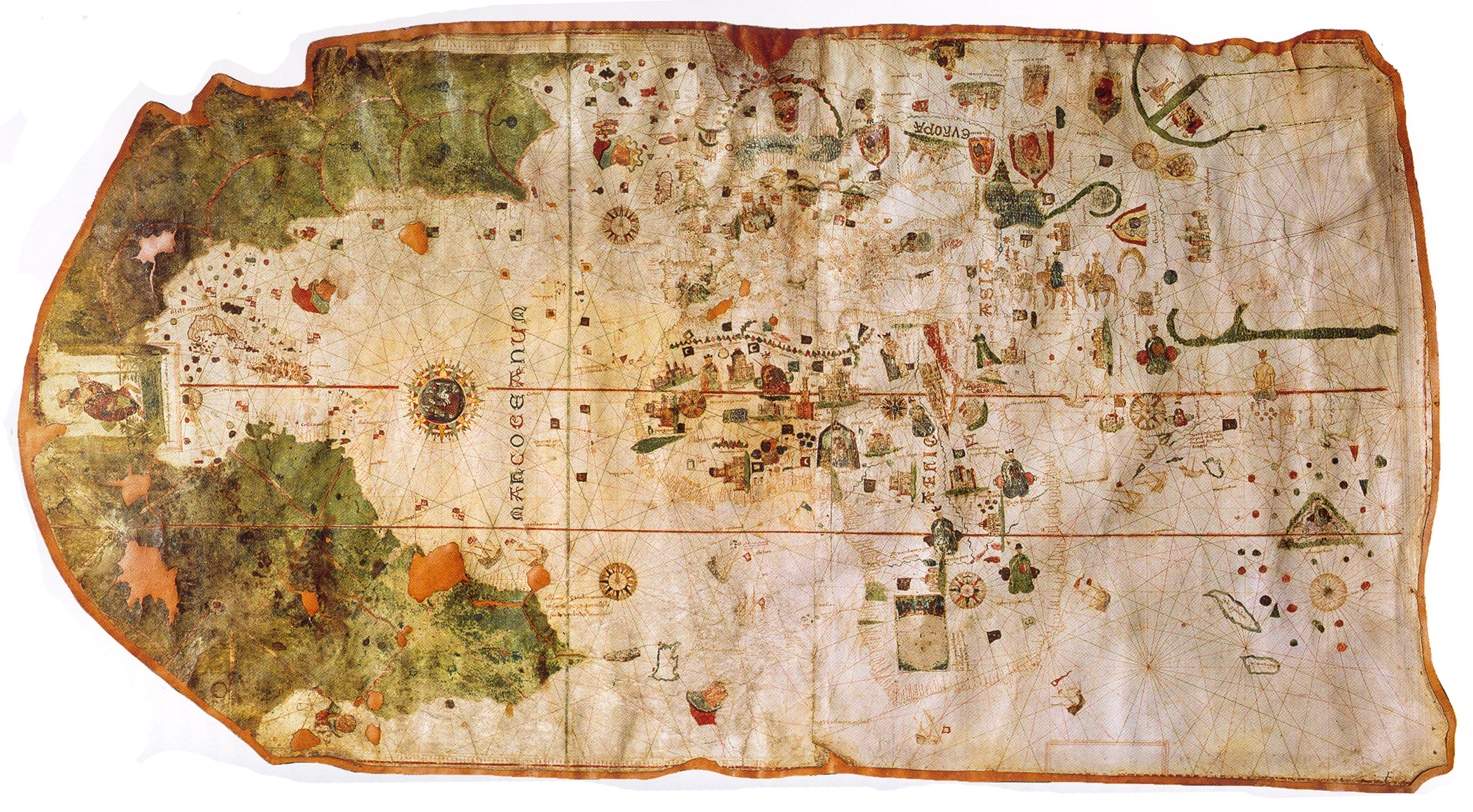
Mapa de Juan de la Cosa (1500)

La cosmografía fue una de las disciplinas científicas que más auge cobró en el Renacimiento español. Continuando la tradición cartográfica hispánica medieval (de gran relevancia en el Mediterráneo), al principio se elaboraban portulanos, pero los recientes descubrimientos requirieron idear nuevos sistemas de representación, cuyo empleo se generalizó rápidamente en España al tiempo que se enriquecían con las aportaciones de los cosmógrafos que trabajaban en ella.
En 1500 Juan de la Cosa trazó el primer mapa en el que figuraban las costas americanas. En las décadas siguientes, los cartógrafos de la Casa de la Contratación de Sevilla fueron actualizando continuamente sus mapas con la información traída por pilotos y exploradores. Entre ellos se conocen los nombres de Amerigo Vespucci, Juan Díaz de Solís, Nuño García de Toreño, Juan Vespucci y Diego Ribero.
Los cosmógrafos españoles tuvieron que enfrentarse a los retos que planteaban la declinación magnética y la determinación exacta de la longitud. Alonso de Santa Cruz (1505-1567), uno de los más notables de ellos, fue quien más trabajó sobre dichos problemas, e ideó un modo de trazar paralelos en una proyección esférica.
En cuanto al estudio de la Península, destaca el inacabado proyecto Descripción y corografía de España (iniciado en 1566), uno de los primeros intentos de descripción geodésica de un país. Fue encomendado al matemático Pedro Esquivel, quien contó con la colaboración de Pedro Juan de Lastanosa y los hermanos Diego y Felipe de Guevara.

### Biología
Por encargo del rey Felipe II, Francisco Hernández de Toledo realizó la primera expedición científica moderna para el estudio de la historia natural del continente americano (1570-1577). Tras su muerte, una selección comentada de sus materiales recopilados circuló ampliamente por Europa.

### Medicina

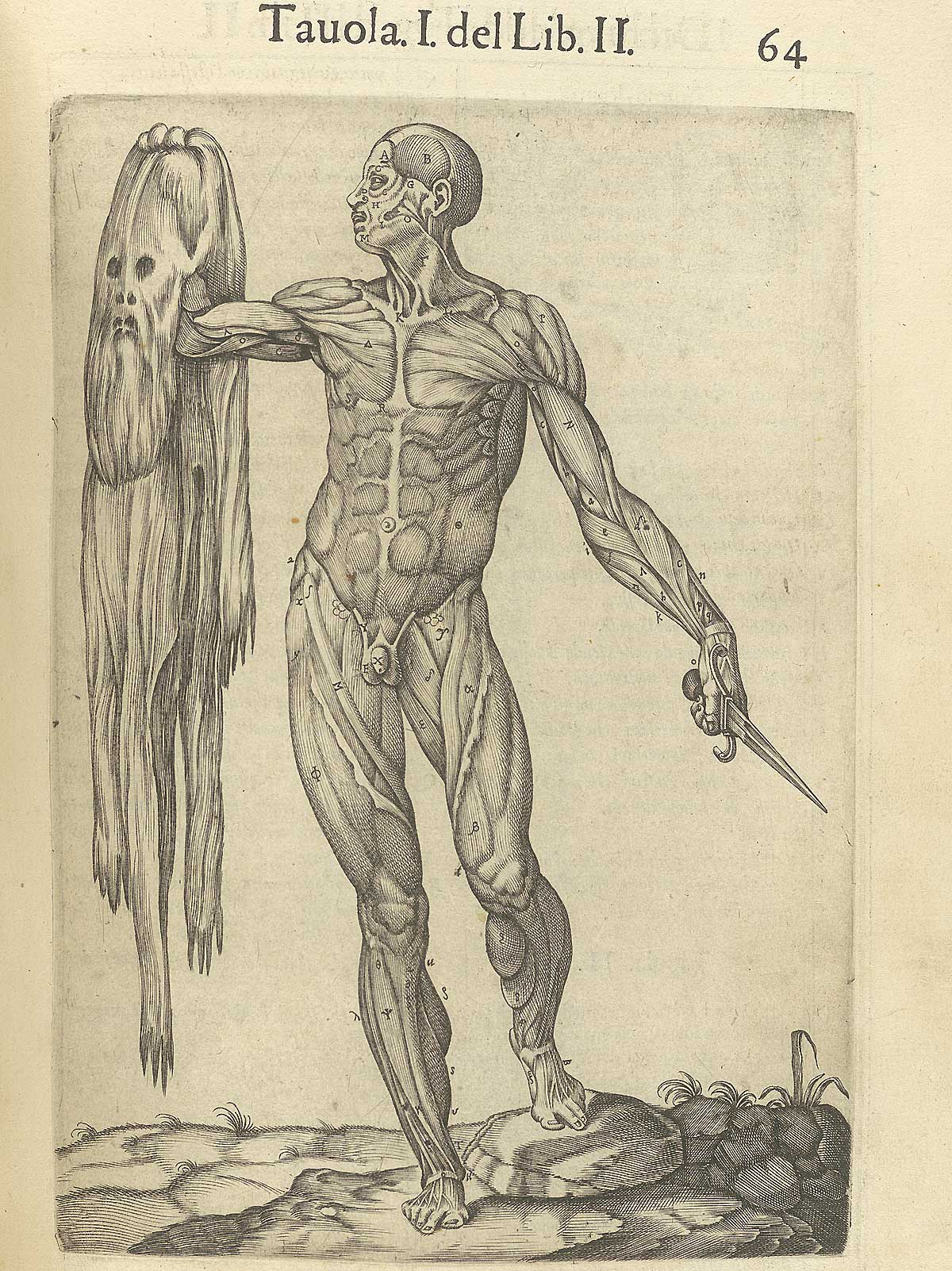
Grabado incluido en la Historia de la composición del cuerpo humano (1556) de Juan Valverde de Amusco.

En el Quattrocento, en el norte de Italia y en la Corona de Aragón se iniciaron autopsias reglamentarias en ciertas universidades. Con ello comenzaba a reducirse la gran división que en Europa existía entonces entre la medicina, como un saber teórico, y la cirugía, como una práctica. En 1501 la Universidad de Valencia funda la primera cátedra de cirugía en España, que servirá de modelo para las posteriores.
El proceso gradual que experimentarán las ciencias médicas en el Renacimiento europeo consistirá en sustituir el viejo principio del magister dixit (generalmente referido a clásicos greo-latinos como Hipócrates o Galeno) por la experiencia. En este sentido, cabe destacar Anatomica methodus, seu De sectione humani corporis contemplatio (París, 1535) de Andrés Laguna, que ya empieza a basarse en observaciones resultantes de disección de cadáveres. También el médico real Luis Lobera de Ávila es un precursor en este aspecto.
Pero la gran revolución de la medicina renacentista llegará a España fundamentalmente de la mano de su mayor artífice, el flamenco Andrés Vesalio (1514-1564), quien fue médico de Carlos V y Felipe II. Sus aportaciones en el campo de la moderna anatomía, en especial las expuestas en la trascendental obra De humani corporis fabrica (1543), tuvieron eco en el país. Entre los discípulos españoles de Vesalio sobresalen Pedro Jimeno, Luis Collado y Juan Valverde de Amusco, autor de la Historia de la composición del cuerpo humano (Roma, 1556).
Las más importantes universidades españolas se adaptaron con prontitud al nuevo paradigma vesaliano y crearon cátedras de anatomía: Valencia en 1549, Valladolid en 1550, Salamanca en 1551 y Alcalá de Henares hacia 1560.
Otros relevantes doctores del Renacimiento español fueron Miguel Servet, primer europeo que describió la circulación pulmonar de la sangre (1546), Francisco López de Villalobos, quien escribió uno de los primeros libros sobre la sífilis, y Luis Mercado, autor de un difundido tratado de cirugía (Institutiones Chirurgicae, 1594) y de De natura pestis (1598, sobre la peste).
Juan Huarte de San Juan (h.1529-1588) es el autor del Examen de ingenios para las ciencias (1575), un tratado precursor de la psicología diferencial muy influyente en Europa.

### Ingeniería y poliorcética
- Jerónimo de Ayanz (1553-1613), trabajó en metalurgia e ingeniería mecánica e hidráulica; precursor teórico de la máquina de vapor.
- Pedro Luis Escrivá (h.1480-1538), arquitecto especialista en poliorcética, innovador de fortificaciones españolas en Italia.
- Juan de Herrera (h.1530-1597), arquitecto, científico e ingeniero multidisciplinar; creador de ingenios mecánicos para la construcción.
- Pedro Juan de Lastanosa (h.1523-1576), maestro maquinario de Felipe II, realizó estudios y trabajos prácticos (especialmente en Nápoles) sobre ingeniería hidráulica.
- Juanelo Turriano (1501-1585), ingeniero, relojero e inventor. Creador del llamado Artificio de Juanelo, una máquina hidráulica para llevar agua del río Tajo a la ciudad de Toledo.

### Matemáticas, astronomía, física y química

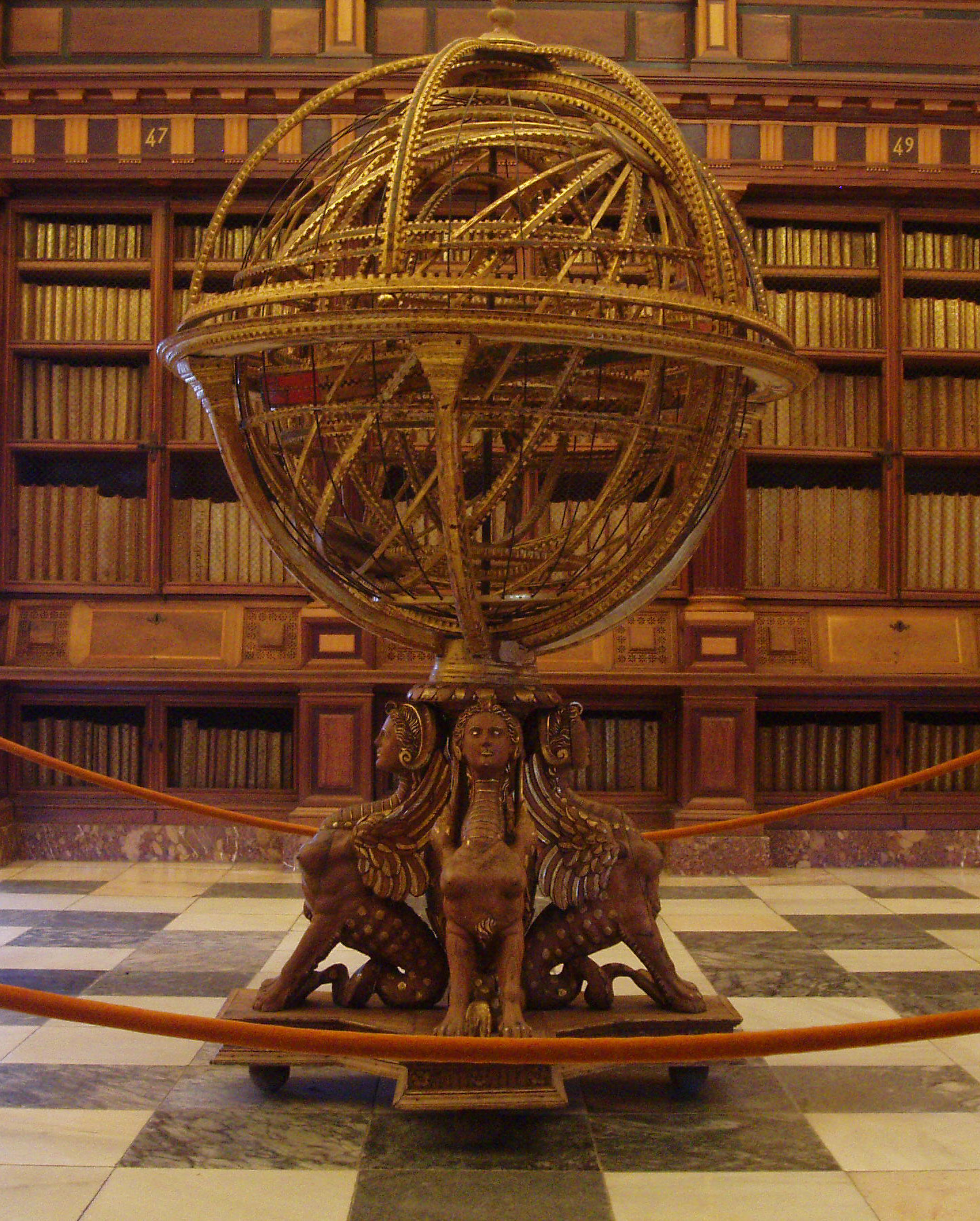
Esfera armilar de la Biblioteca de El Escorial

Una de las innovaciones más trascendentales del Renacimiento, dada su gran repercusión posterior en variados ámbitos del saber, es la reformulación de la teoría heliocéntrica expuesta en De revolutionibus orbium coelestium (1543) por Nicolás Copérnico. La recepción de esta obra en el mundo académico e intelectual europeo del siglo XVI (no así del siguiente) fue predominantemente negativa. La Sorbona (París) y la mayoría de universidades católicas la calificaron de sacrílega, así como los principales representantes del Protestantismo, en especial Lutero y Calvino, quienes la condenaron muy enérgicamente alegando que contradecía a las Sagradas Escrituras. Por el contrario, tuvo una buena acogida en la Universidad de Salamanca: En sus Estatutos de 1561 figura como lectura opcional, y en los de 1594 es de lectura obligatoria. Diego de Zúñiga, quien fue alumno de esta universidad, se convirtió en uno de los pocos heliocentristas tempranos (siglo XVI) al defender en In Job Commentaria (1584) la validez de la nueva teoría. Por ello fue mencionado explícitamente junto a Copérnico en la condena que sobre ella decretó la Iglesia en 1616, al tiempo que su Job ingresaba en el Índice de libros prohibidos junto con De revolutionibus.

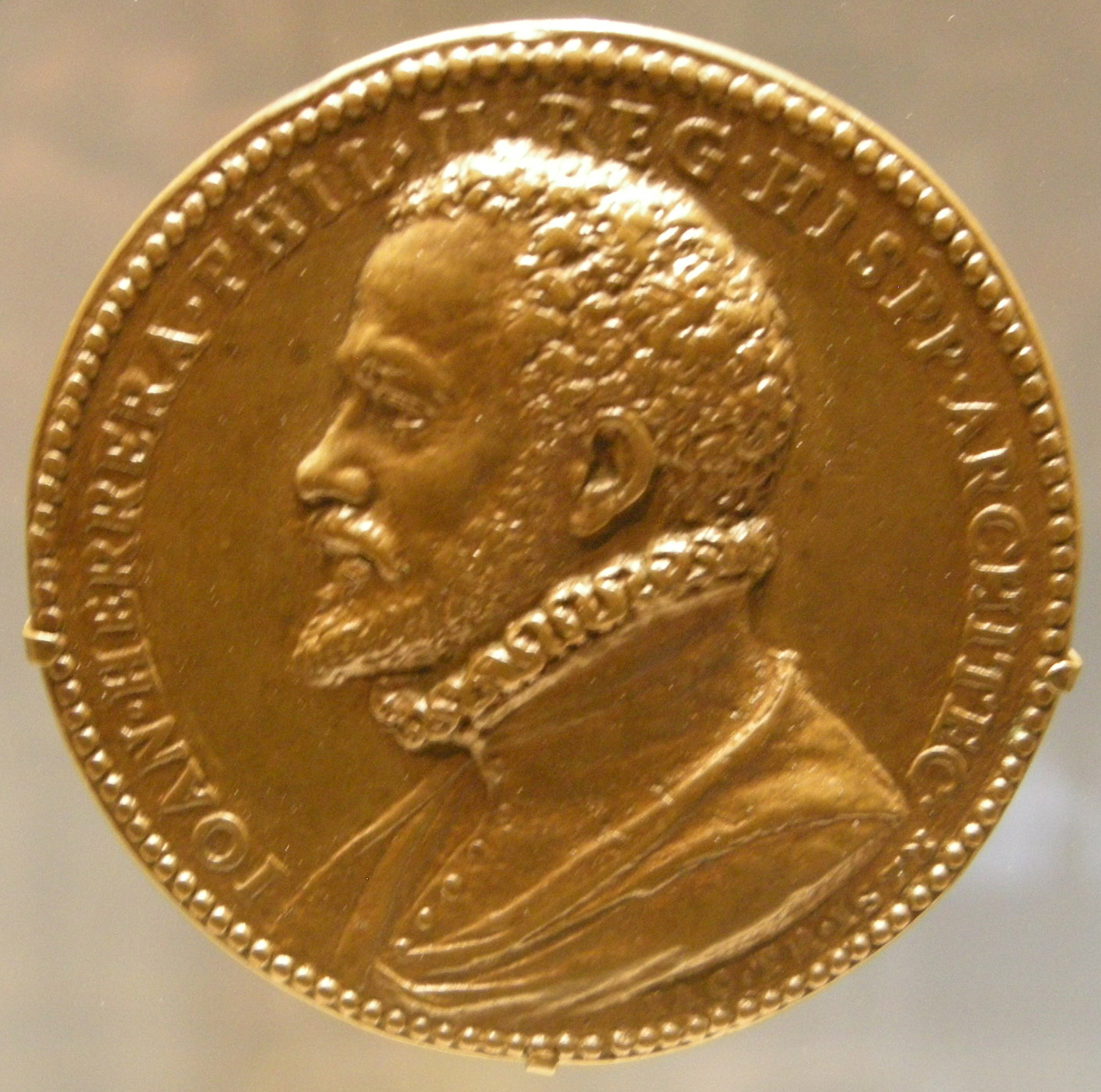
Medalla de Juan de Herrera (Jacome da Trezzo, 1578).

Uno de los renacentistas españoles más atraídos por las matemáticas (y sus aplicaciones en otras disciplinas científico-técnicas) fue Juan de Herrera. Siendo consciente de la importancia de disponer de técnicos bien formados al servicio del reino, propuso a Felipe II la creación de una escuela dependiente de la Corona para la enseñanza de diversas materias relacionadas con las matemáticas. Así nació en 1582 la Academia Real de Matemáticas de Madrid, que duraría casi dos siglos. Sin embargo, en la práctica sólo se cumplió una parte de las expectativas iniciales, al limitarse los estudios casi sólo a la cosmografía y la navegación, y carecer la institución de suficientes recursos materiales y humanos para el pleno desempeño de su labor. No obstante, la calidad del profesorado siempre fue notable, así como los conocimientos impartidos, que estaban puestos al día, como lo demuestra el hecho de que se enseñara, directa o indirectamente, a Copérnico, Cardano, Tartaglia, Galileo y a otros autores significativos de la ciencia europea del momento. Así pues, el mérito de la Academia es básicamente divulgativo, y muestra que existía en el país un interés por conocer el desarrollo de la matemática que se estaba dando en todo el continente, o por lo menos por sus posibles aplicaciones prácticas.
Un destacado astrónomo español de esta época es Jerónimo Muñoz. Cobró notoriedad en Europa a raíz del informe que, a petición de Felipe II, publicó sobre la supernova de 1572, y que fue comentado por diversos astrónomos del continente, entre ellos Tycho Brahe.

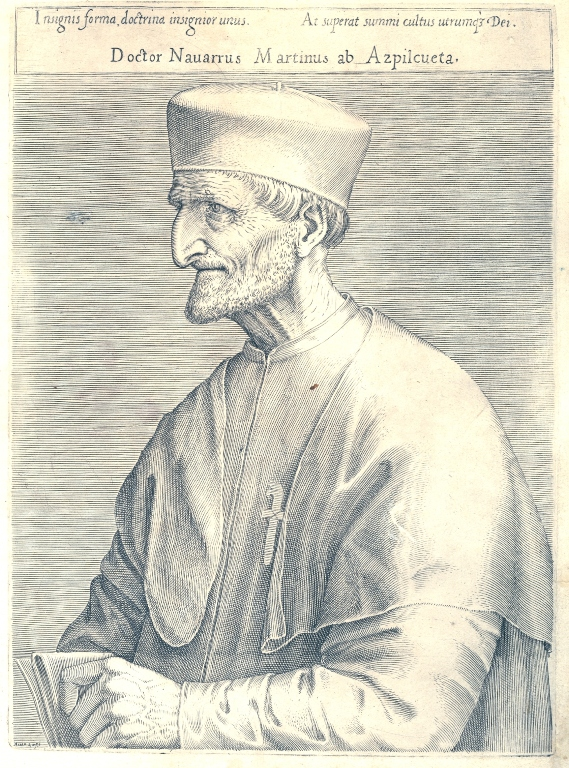
Martín de Azpilicueta, precursor de la teoría cuantitativa del dinero.

Domingo de Soto estableció en Super Octo Libros Physicorurn Aristotelis (1551) que un cuerpo en caída libre experimenta un movimiento uniformemente acelerado. Este es un descubrimiento clave en física, y según Pierre Duhem fue la base esencial para el posterior desarrollo del estudio de la gravedad por Galileo y Newton.

### Ciencias sociales
En torno a la Universidad de Salamanca surgió un grupo de estudiosos, la llamada Escuela de Salamanca, que expuso algunos antecedentes de ciertos aspectos de lo que más tarde se llamarían Ciencias Sociales. Así, por ejemplo, destacan, entre otros, el economista Martín de Azpilicueta como precursor de la teoría cuantitativa del dinero, y el jurista Francisco de Vitoria del Derecho Internacional.
Bernardino de Sahagún (h.1499-1590) es considerado por algunos autores un pionero de la antropología cultural en América por sus métodos de trabajo empleados en el estudio de los pueblos de lengua náhuatl en México.